# Malan Jacobsen
Malan Jacobsen (født 1973) er forfatter, journalist og illustrator.
Jacobsen har bidraget med noveller i fire samlinger hovedsageligt i genren science fiction.
Malan Jacobsens novelle Ulvetid vandt Science Fiction Prisen. Hendes første roman, Rotteungen, blev nomineret til Orla-prisen 2013.